# Lychnosea helveolaria
Lychnosea helveolaria là một loài bướm đêm trong họ Geometridae.